# Charles Pasche
Charles Pasche (* 1903; † 1958) war ein Schweizer Fussballgoalie.

## Karriere
Pasche spielte zuerst in der 2. Mannschaft von Servette Genf in der Serie B. Nachdem er bei der Brown, Boveri & Cie. in Baden eine Stelle als Techniker angenommen hatte, schloss er sich dem FC Baden an. 1925 wechselte er in die höchste Schweizer Liga zum FC Winterthur-Veltheim, wo er für eine Saison spielte. Danach wurde er von GC engagiert, mit dem er 1927 das Double holte und 1928 sowie 1931 nochmals Meister wurde. 1932 wurde er mit GC auch noch ein zweites Mal Cupsieger. 1935 wechselte Pasche zurück nach Genf und hütete bei Genf während zweier Saisons das Tor, bevor er seine Karriere beendete.
Zwischen 1926 und 1931 absolvierte er insgesamt 17 Länderspiele für die Nationalmannschaft, wobei er sowohl bei den Olympischen Spielen 1928 sowie bei der WM 1934 Frank Séchehaye im Tor den Vorzug geben musste.